# Оглторп (округ)
О́глторп (англ. Oglethorpe County) — округ штата Джорджия, США. Население округа на 2000 год составляло 12 635 человек. Административный центр округа — город Лексингтон.

## История
Округ Оглторп основан в 1793 году.

## География
Округ занимает площадь 1142.2 км2.

## Демография
Согласно Бюро переписи населения США, в округе Оглторп в 2000 году проживало 12 635 человек. Плотность населения составляла 11.1 человек на квадратный километр.